# Rödgumpad bulbyl
Rödgumpad bulbyl (Pycnonotus cafer) är en ursprungligen asiatisk tätting i familjen bulbyler som även introducerats till olika platser i världen. Dess ursprungliga utbredningsområde är från västra Pakistan via Indien och Sri Lanka till sydvästligaste Kina och Burma. Arten ökar i antal och beståndet anses livskraftigt. 

## Utseende
Rödgumpad bulbyl är med en kroppslängd på 20 centimeter en medelstor bulbyl och likt andra bulbyler trastlik men långstjärtad. Denna art kännetecknas av röd undergump, svart huvud med en liten tofs och en vit övergump. Färgen på mantel och bröst varierar, från fjälligt ljus brunt till svartaktigt.

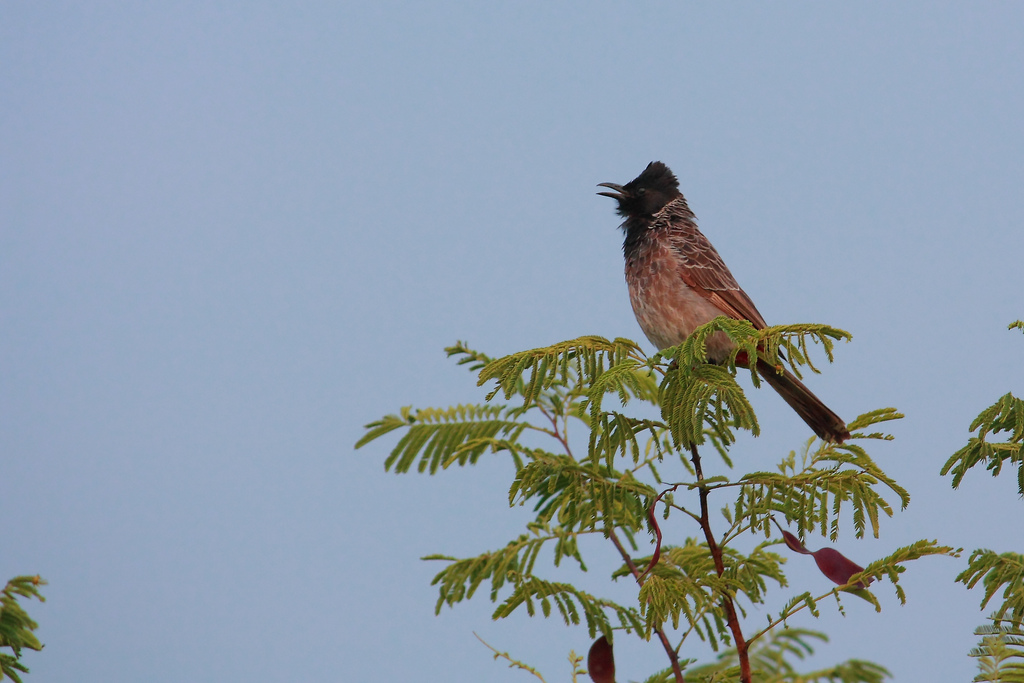
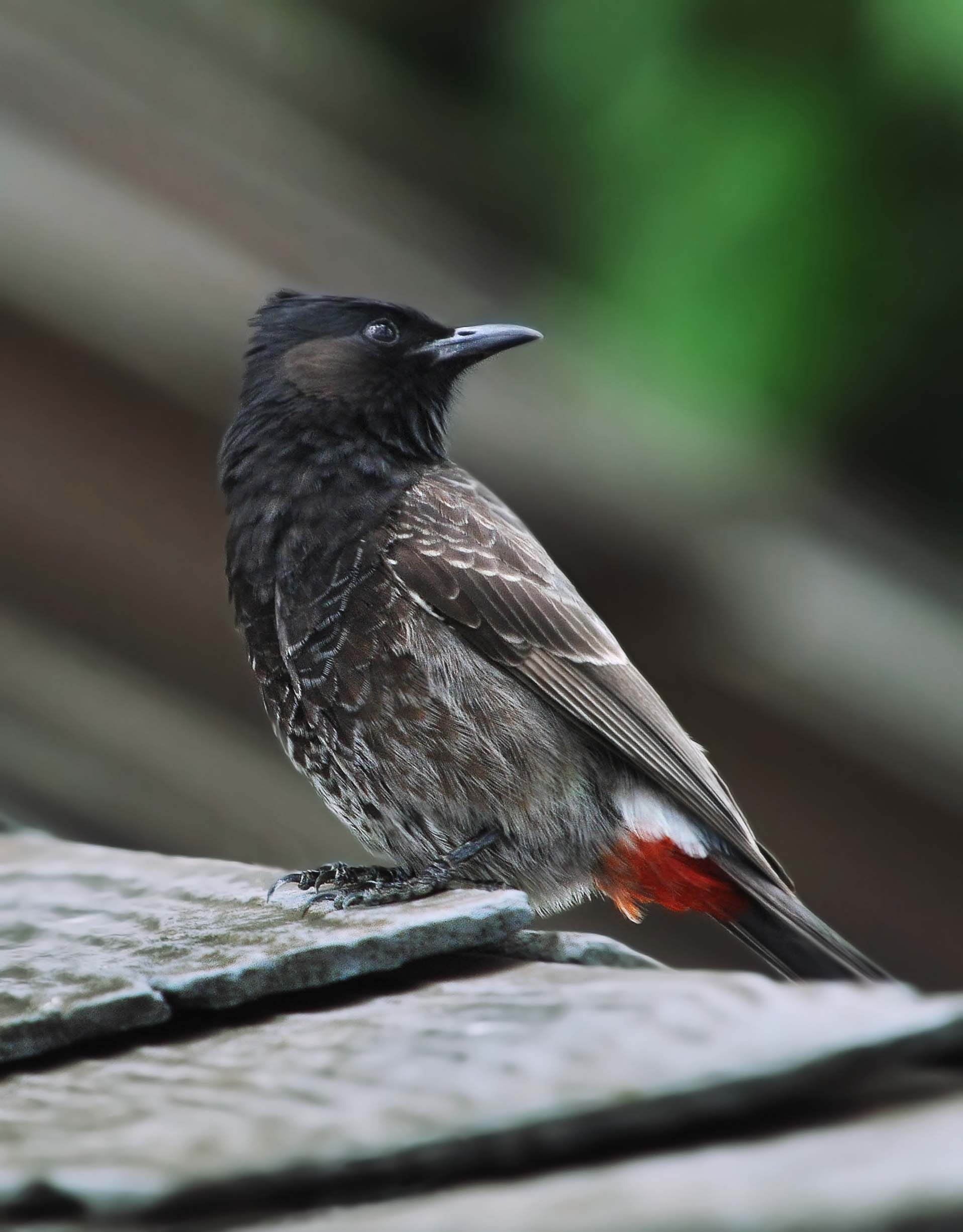

## Läten
Sången återges i engelsk litteratur som ett muntert "be-care-ful" eller "be-quick-quick". Varningslätet är ett vasst upprepat "peep".

## Utbredning och systematik
Rödgumpad bulbyl delas in i åtta underarter med följande utbredning:
- Pycnonotus cafer intermedius – förekommer i Himalaya, från västra Pakistan till västra Uttar Pradesh.
- Pycnonotus cafer humayuni – förekommer från Saltbergen i västra Pakistan till nordvästra Indien.
- Pycnonotus cafer bengalensis – förekommer i centrala och östra Himalaya, på Gangesslätten och i Bangladesh
- Pycnonotus cafer wetmorei – förekommer på nordöstra delen av Indiska subkontinenten
- Pycnonotus cafer cafer – förekommer på Indiska subkontinenten
- Pycnonotus cafer haemorrhousus – förekommer på Sri Lanka
- Pycnonotus cafer stanfordi – förekommer från norra Myanmar till västra Yunnan i sydvästligaste Kina.
- Pycnonotus cafer melanchimus – förekommer i södra och centrala Myanmar, från Mandalay till Rangoon.

Fågeln har därutöver etablerat livskraftiga populationer med ursprung från burfåglar i Bahrain, Oman, Kuwait, Förenade Arabemiraten och Qatar, östra Saudiarabien, i Samoa, Tonga, Nya Kaledonien och Franska Polynesien i Stilla havet samt i USA. Den har även nyligen etablerat sig i sydöstra Iran (Hormozgan).

## Levnadssätt
Fågeln trivs i buskmark, öppen skog och jordbruksområden. Den lever av frukt, blomblad, nektar, insekter och ibland geckoödlor. Arten är viktig i att sprida frön av växter som Carissa spinarum.

### Häckning
Arten häckar från juni till september och bygger bon i buskar på ungefär två till tre meters höjd där den lägger två till tre ägg. Tillfälligtvis kan den bygga bo även inuti hus, i ett trädhål eller i en håla i jorden. Vid ett tillfälle har ett bo hittats på en flytande matta av vattenhyacinter och vid ett annat noteratdes ett par häcka inuti en bus i trafik. Jakobinskatgöken parasiterar på rödgumpad bulbyl.

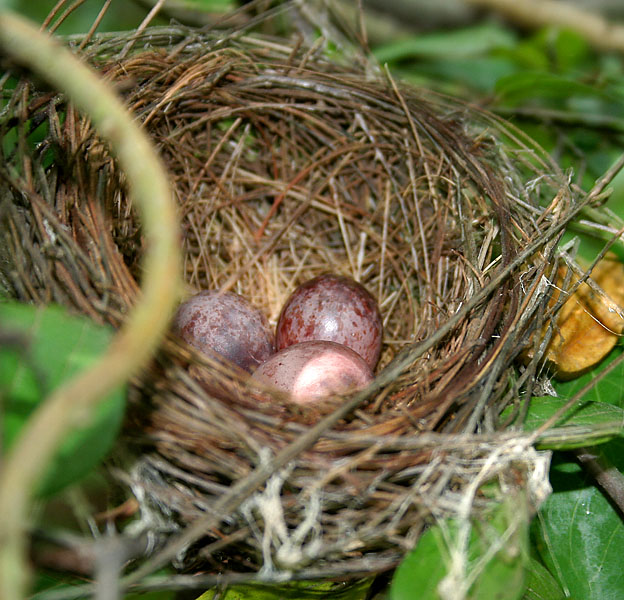
Ägg

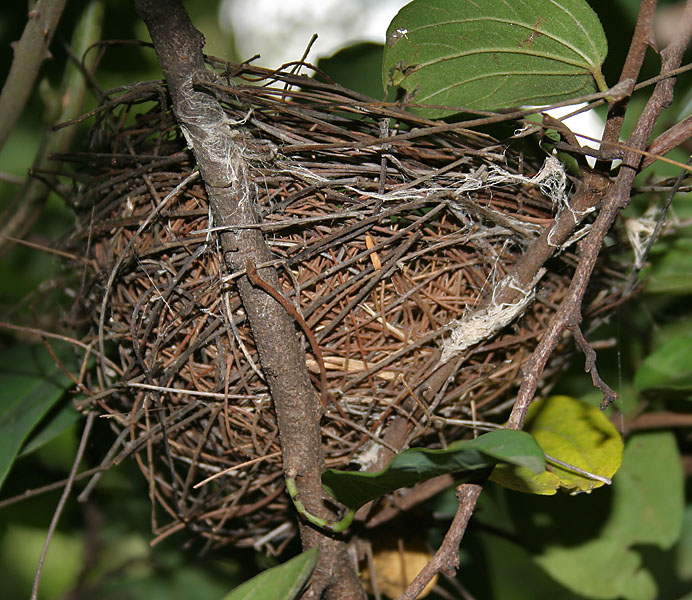
Bo

## Status och hot
Arten har ett stort utbredningsområde och en stor population, och tros öka i antal. Utifrån dessa kriterier kategoriserar internationella naturvårdsunionen IUCN arten som livskraftig (LC). Världspopulationen har inte uppskattats men den beskrivs generellt som vanlig och till och med mycket vanlig i Indien, Nepal, Sri Lanka och Bangladesh, dock sällsynt i södra Kina.